# Helene Ansahl

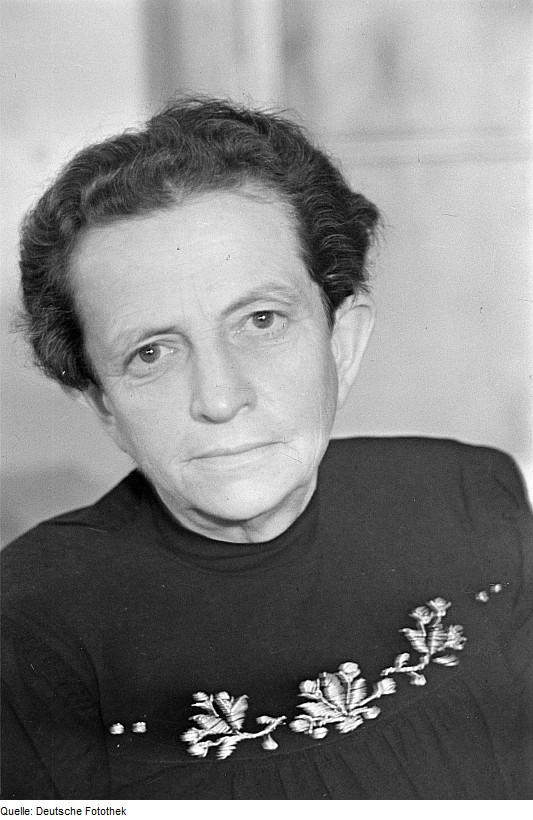
Helene Ansahl, während der ersten Delegiertenkonferenz der Frauenausschüsse 1946 in Berlin

Helene Ansahl (* 30. Juli 1894 in Muskau; † ?) war eine deutsche Politikerin (SED bis 1950) und 1946 die erste Vorsitzende der demokratischen Frauenausschüsse.

## Leben
Helene Ansahl war die Tochter eines Zollbeamten und von Beruf Chemikerin. 1945 zog sie von Breslau nach Dresden und bekam 1946 die Leitung des sächsischen Frauenausschusses. Sie wurde Frauenreferentin der sächsischen Landesregierung und 1947 Mitglied des ersten Landesvorstandes des Demokratischen Frauenbundes Deutschlands (DFD) in Sachsen. Nach 1949 war sie in der Gewerkschaft für das Gesundheitswesen im Land Sachsen sowie in der Bezirksverwaltung von Dresden tätig. Nach 1950 wurde ihre Mitgliedschaft in der 1946 zwangsvereinigten SED überprüft und sie war kurzzeitig inhaftiert.
Ihre Publikation Das Werk der kommunalen Frauenausschüsse im Land Sachsen ist eine der wenigen Zusammenfassungen aus der Zeit der Frauenausschussarbeit in der sowjetischen Besatzungszone.